# Madeleine Stapleton
Madeleine Stapleton (* 25. März 1993 in Hamilton) ist eine neuseeländische Badmintonspielerin. 

## Karriere
Madeleine Stapleton belegte bei den Canterbury International 2010 Rang drei ebenso wie bei den Australian Juniors 2010. Im gleichen Jahr wurde sie auch Juniorenozeanienmeisterin. Ein Jahr später siegte sie im Damendoppel gemeinsam mit Doriana Rivera bei den Manukau International 2011. 2012 gewann sie bei den nationalen Titelkämpfen in Neuseeland Bronze. 2013 nahm sie an den Badminton-Weltmeisterschaften teil.
Stapleton hat in 2017 ein Masterstudium in Psychologie an der University of Waikato abgeschlossen.